# Estroma corneal
El estroma corneal ocupa un 90% aproximadamente del grosor de la córnea. Está formado por glucosaminoglicanos unidos covalentemente a un núcleo de una proteína y una gran cantidad de fibras de colágeno dispuestas de forma paralela a la superficie de la córnea. Entre las fibras de colágeno hallamos los queratocitos, que son unas células aplanadas con muy poco citoplasma. También encontramos axones y células de Schwann que los rodean en la parte más anterior y medial del estroma corneal.
Se encuentra debajo de la membrana de Bowman y encima de la membrana de Descemet.
En su centro, el estroma corneal humano está compuesto por unas 200 lamelas aplanadas (capas de fibrillas de colágeno), superpuestas unas sobre otras. Cada una de ellas tiene un grosor de aproximadamente 1,5-2,5 μm. Las láminas anteriores se entrelazan más que las posteriores. Las fibrillas de cada lámina son paralelas entre sí, pero en diferentes ángulos a las de las láminas adyacentes. Las lamelas son producidas por queratocitos (células de tejido conectivo corneal), que ocupan alrededor del 10% del estroma corneal.
Aparte de las células, los principales componentes no acuosos del estroma son las fibrillas de colágeno y los proteoglicanos. Las fibrillas de colágeno están hechas de una mezcla de colágenos tipo I y tipo V. Estas moléculas están inclinadas unos 15 grados con respecto al eje de la fibrila, y por ello la periodicidad axial de las fibrilas se reduce a 65 nm (en los tendones, la periodicidad es de 67 nm). El diámetro de las fibrillas es notablemente uniforme y varía de una especie a otra. En los seres humanos, es de unos 31 nm.
Los proteoglicanos están formados por un pequeño núcleo proteínico al que se unen una o más cadenas de glicosaminoglicanos (GAG). Las cadenas GAG están cargadas negativamente. En las córneas podemos encontrar dos tipos diferentes de proteoglicanos: Condroitín sulfato/dermatán sulfato (CD/DS) y queratán sulfato (KS). En las córneas bovinas, la longitud de los proteoglicanos CS/DS es de unos 70 nm, mientras que los proteoglicanos KS tienen unos 40 nm de longitud. 
Los núcleos de proteína proteoglicanos se adhieren a la superficie de las fibrillas de colágeno con las cadenas GAG proyectadas hacia el exterior. Las cadenas GAG son capaces de formar enlaces antiparalelos con otras cadenas GAG de las fibrillas adyacentes, tal vez a través de la mediación de iones con carga positiva. De esta manera, se forman puentes entre las fibrillas de colágeno adyacentes. Estos puentes están sujetos a movimientos térmicos que les impiden asumir una conformación totalmente extendida. Esto resulta en fuerzas que tienden a mover las fibrillas adyacentes una cerca de la otra. Al mismo tiempo, las cargas de las cadenas GAG atraen iones y moléculas de agua por el efecto Donnan. El aumento del volumen de agua entre las fibrillas da como resultado fuerzas que tienden a separar las fibrillas. Se alcanza un equilibrio entre las fuerzas de atracción y repulsión para distancias interfibrilares específicas, que depende del tipo de proteoglicanos presentes. Localmente, las separaciones entre las fibrillas de colágeno adyacentes son muy uniformes. 
La transparencia estromal es principalmente una consecuencia del notable grado de orden en la disposición de las fibrillas de colágeno en el lamellæ y de la uniformidad del diámetro de las fibrillas. La luz que entra en la córnea es dispersada por cada fibrila. La disposición y el diámetro de las fibrillas es tal que la luz dispersada interfiere constructivamente sólo en dirección hacia adelante, permitiendo que la luz pase a la retina.
Las fibrillas de las láminas son directamente continuas con las de la esclerótica, en la que se agrupan en haces de fibras. Hay más fibras de colágeno que corren en dirección temporal-nasal que en dirección superior-inferior.
Durante el desarrollo del embrión, el estroma corneal se deriva de la cresta neural (una fuente de mesénquima en la cabeza y el cuello) que se ha demostrado que contiene células madre mesenquimales.

## Trastornos del estroma
- El queratocono es una condición causada por la desorganización de las láminas, lo que lleva a una córnea adelgazada y de forma cónica.
- La distrofia de la córnea macular, asociada a la pérdida de sulfato de queratán